# Kavalerovskij rajon
Il Kavalerovskij rajon (in russo Кавале́ровский райо́н?) è un rajon (distretto) del Territorio del Litorale, nell'estremo oriente russo; il capoluogo è l'insediamento di tipo urbano di Kavalerovo.
Il rajon si estende nella sezione centro-orientale del Territorio del Litorale, in una zona montuosa (versante orientale dei Sichotė-Alin') coperta da vaste foreste; ad est il rajon si affaccia con un breve tratto di costa sul mare del Giappone.
La popolazione è scarsa (la densità è di circa 7 abitanti per chilometro quadrato), ed è concentrata per i 3/5 nel capoluogo Kavalerovo, unico centro urbano di qualche rilievo.